# Turistická značená trasa 0202

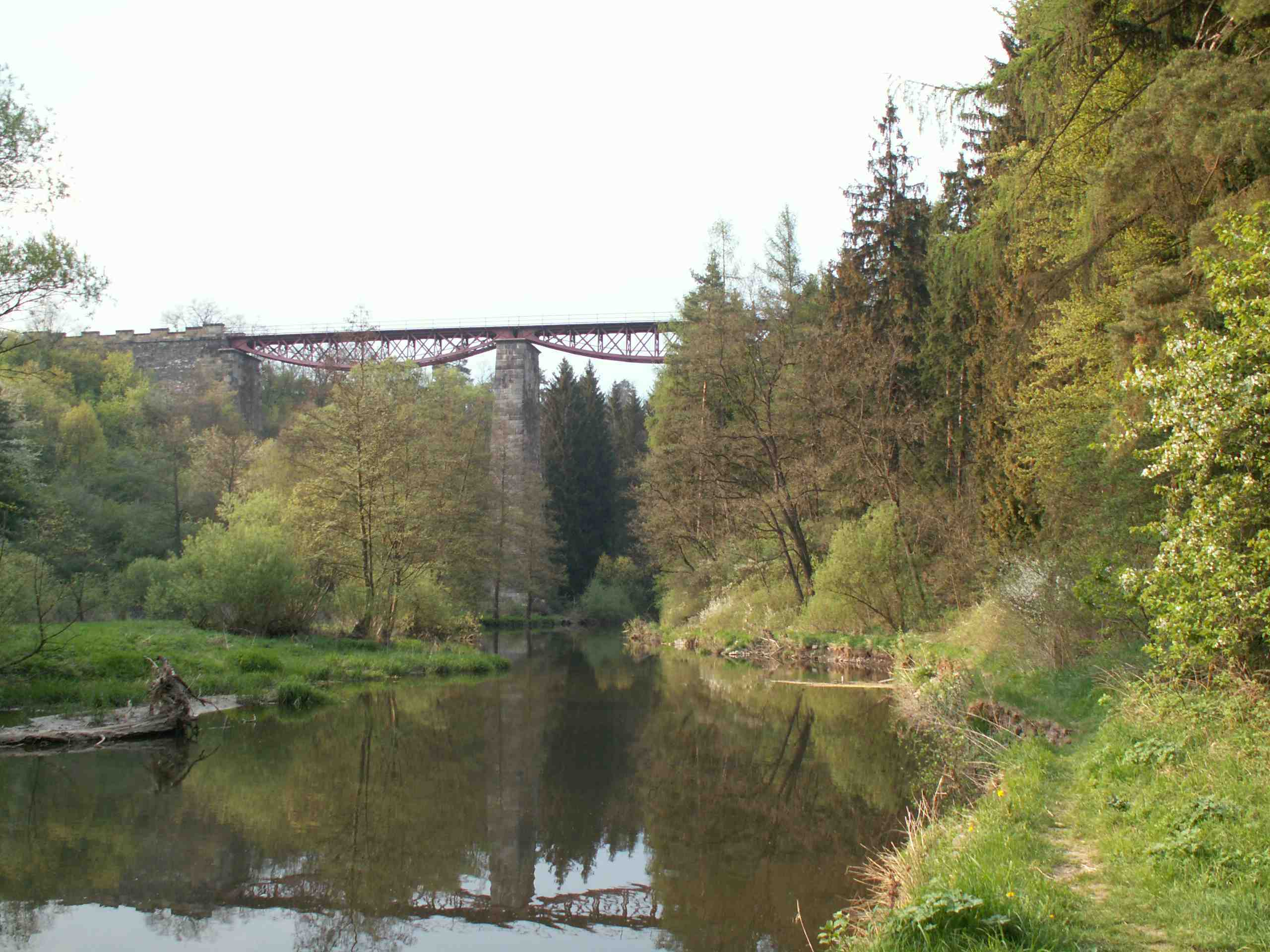
Údolí Klabavy pod železničním mostem na trati Chrást – Radnice

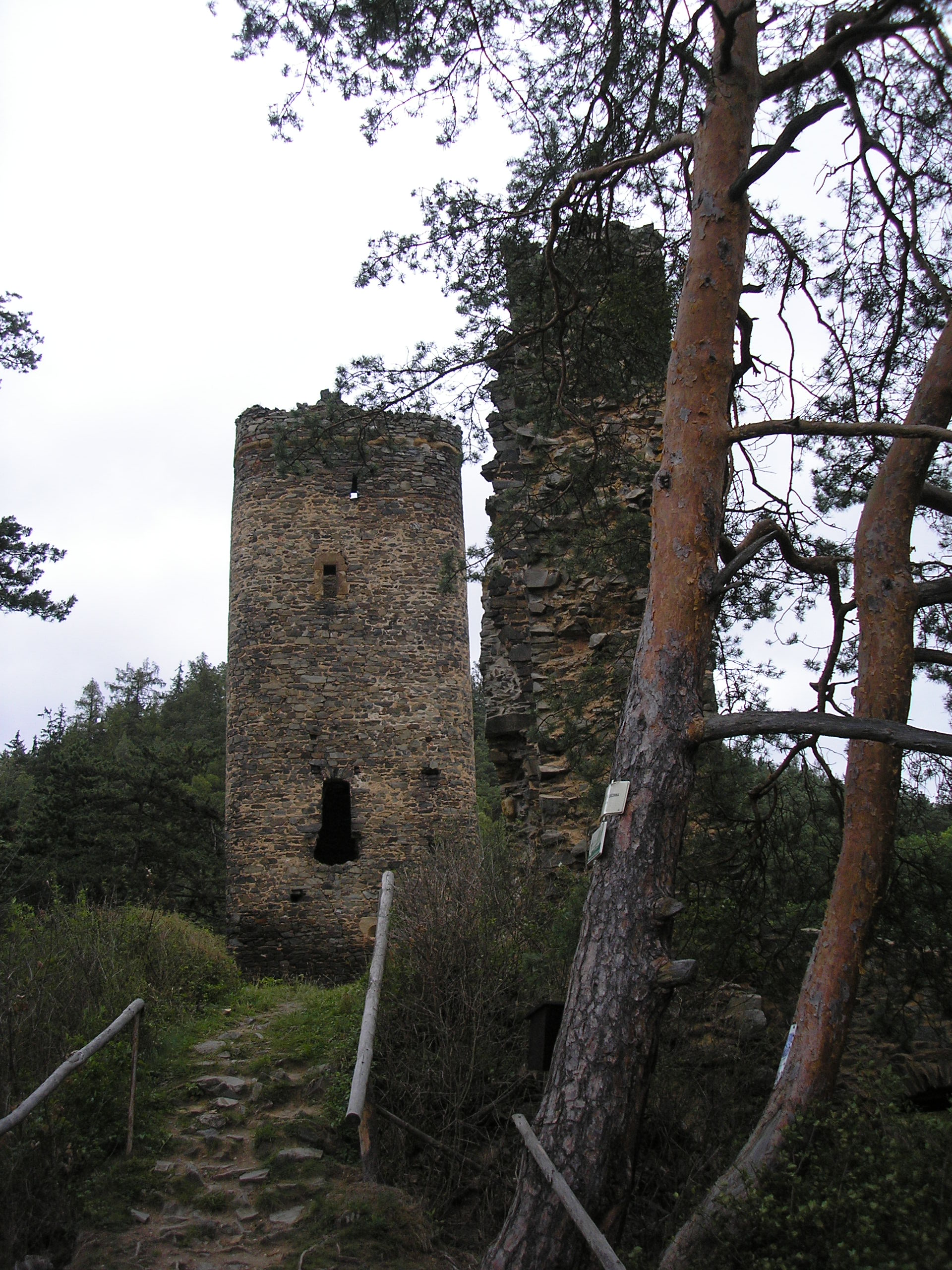
Libštejn

Turistická značená trasa 0202 je červená značka Klubu českých turistů určená pro pěší turistiku vedená v okolí Plzně.

## Průběh trasy
Trasa začíná v městské části Doubravka, směřuje severovýchodně podél trati, poté se stáčí k východu a stoupá na vrch Chlum (416 m n. m.). Pod vrchem Chlum prochází obcí Bukovec a dále vede na severovýchod do obce Chrást. Zde překonává řeku Klabavu, vede přes Smědčice a Sedlecko k pravému břehu Berounky, kde u Korečnického mlýna překračuje Korečnický potok. Poté kopíruje pravý břeh Berounky, prochází vsí Darová a vede stále na sever okolo tvrze Radná a hradu Libštejn až do obce Liblín. Zde se stáčí na východ, prochází obcí Bujesily a končí na rozcestníku u Rakolusk. Délka trasy je 36,5 km.
V chatové osadě pod Olešnou se potkává s trasou naučné stezky Olešenský potok.
| km   | místo                       | navazující, křižující a souběžné trasy |
| ---- | --------------------------- | -------------------------------------- |
| 0    | Plzeň–Doubravka (MHD)       | 3603 6624                              |
| 0.5  | Plzeň–Doubravka (U trati)   | 6624                                   |
| 1.5  | Chlum (rozhl.)              | 3603                                   |
| 2.5  | Plzeň–Bukovec (MHD)         | 3603                                   |
| 3    | Plzeň–Bukovec (hradiště)    |                                        |
| 0.1  | Holý vrch (vyhl.)           |                                        |
| 3.5  | Zábělá (lesovna)            |                                        |
| 0.2  | Zábělá (MHD)                |                                        |
| 4    | Horní Zábělá (školka)       | 6680                                   |
| 5.5  | Zadní hájovna               |                                        |
| 8    | Chrást (u školy)            | 1406 9286                              |
| 10   | Smědčice                    |                                        |
| 13   | Sedlecko                    |                                        |
| 14   | Korečnický mlýn             | 3614                                   |
| 18   | Darovanský dvůr             |                                        |
| 19   | Darová (přívoz, pravý břeh) | 6612                                   |
| 21   | Velká Radná                 | 6612                                   |
| 22   | Nad Kaceřovským mlýnem      |                                        |
| 25   | Pod Žikovem                 |                                        |
| 28.5 | Libštejn (zříc.)            | 3634                                   |
| 31   | Liblín                      | 1429 3604                              |
| 34   | Bujesily                    |                                        |
| 36.5 | U Rakolusk                  | 0207                                   |